# 吉姆·吉本斯
吉姆·吉本斯（英語：Jim Gibbons；1944年12月16日—）是美国一位律師、飛行員、地质学家、水文学家和政治人物。在2007年至2011年期間，吉姆·吉本斯擔任第28任内华达州州長職務。他的黨籍是共和黨。吉本斯曾經在美国空军服役。他是一位耶穌基督後期聖徒教會教徒。